# Cricetus cricetus
El hámster común (Cricetus cricetus), también llamado hámster europeo  es una especie de roedor miomorfo de la familia Cricetidae propia de Eurasia. Es la única especie actual del género Cricetus, y no se reconocen subespecies. A menudo es considerado una plaga de las tierras de labranza, y también ha sido cazado por su piel.

## Descripción
El hámster vulgar es mucho mayor que el hámster dorado o sirio (Mesocricetus auratus) que se suele criar como mascota, mide entre 10 y 15 cm más que la cobaya. Un ejemplar adulto pesa entre 100 y 900 g y mide entre 20 y 35 cm de largo, con una cola que oscila entre 2 y 5 cm de longitud. Alcanzan la madurez sexual a los cuarenta y tres días de edad y crían entre primeros de abril y agosto. La gestación del hámster común dura entre dieciocho y veinte días, paren entre cuatro y doce crías, que son destetadas tres semanas después del nacimiento.

## Distribución y hábitat
Se encuentra en tierras de cultivo a baja altitud, ricas en margas arcillosas o loess, aunque también puede habitar en prados, jardines, o brezales. Se distribuye desde Bélgica (en Berthen existe una importante población) y Alsacia por el oeste, llegando hasta Rusia por el este y Rumania por el sur. 
En 2007 la Comisión Europea amenazó con multar a Francia con diecisiete millones de euros por no proteger la última población existente de hámsteres vulgares en Europa occidental.

## Comportamiento
El hámster vulgar es solitario, pero crea un complejo sistema de madrigueras. Se alimenta de semillas, legumbres, verduras y algunas plantas de porte herbáceo. Aunque raramente son usados como mascota, en cautividad el hámster común suele tener una esperanza de vida bastante larga, llegando a vivir hasta ocho años.